# Dawid Ben Gurion
Dawid Ben-Gurionⓘ, pierwotnie Dawid Grün (ur. 16 października 1886 w Płońsku, zm. 1 grudnia 1973 w Ramat Ganie) – żydowski i izraelski polityk, działacz i przywódca ruchu syjonistycznego, jeden z głównych założycieli państwa żydowskiego oraz pierwszy premier Izraela.

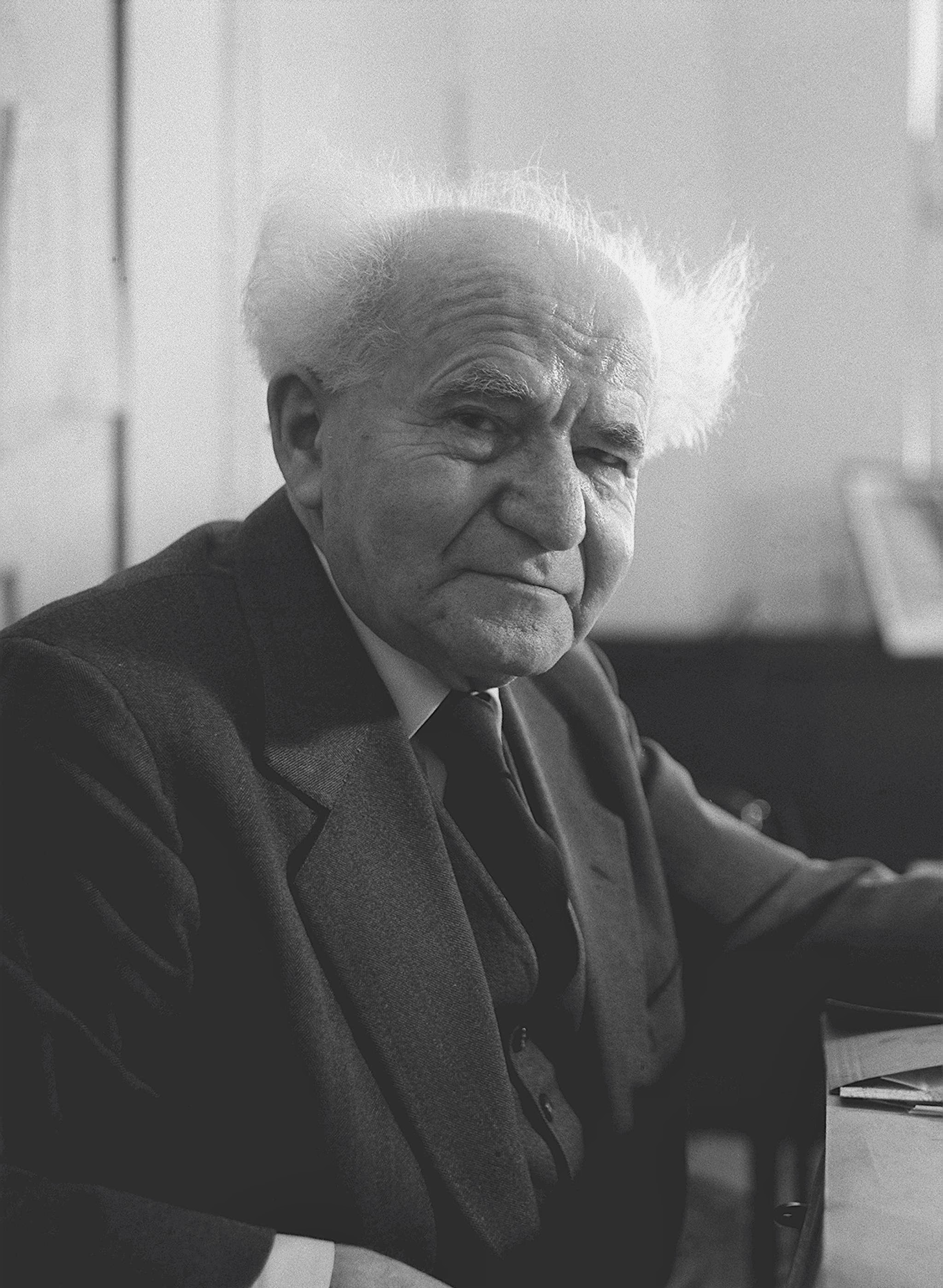
David Ben Gurion (1960)

Wieloletni przywódca społeczności żydowskiej w Palestynie. 14 maja 1948 roku przewodniczył w uroczystości proklamacji niepodległości Izraela, składając jako pierwszy podpis pod Deklaracją Niepodległości Izraela. Podczas I wojny izraelsko-arabskiej zjednoczył różne żydowskie ugrupowania paramilitarne, tworząc Siły Obronne Izraela. Był nazywany „twórcą Izraela” i „ojcem narodu”. Uczestniczył w budowaniu instytucji państwowych, przewodniczył w kierowaniu licznych projektów na rzecz rozwoju kraju. Stał na czele rządu tymczasowego (1948–1949) oraz pierwszego, drugiego, trzeciego, czwartego, siódmego, ósmego, dziewiątego i dziesiątego rządu Izraela – w latach 1948–1954 oraz od 1955 do 1963 roku, kiedy ustąpił z urzędu.

## Życiorys

### Dzieciństwo i młodość

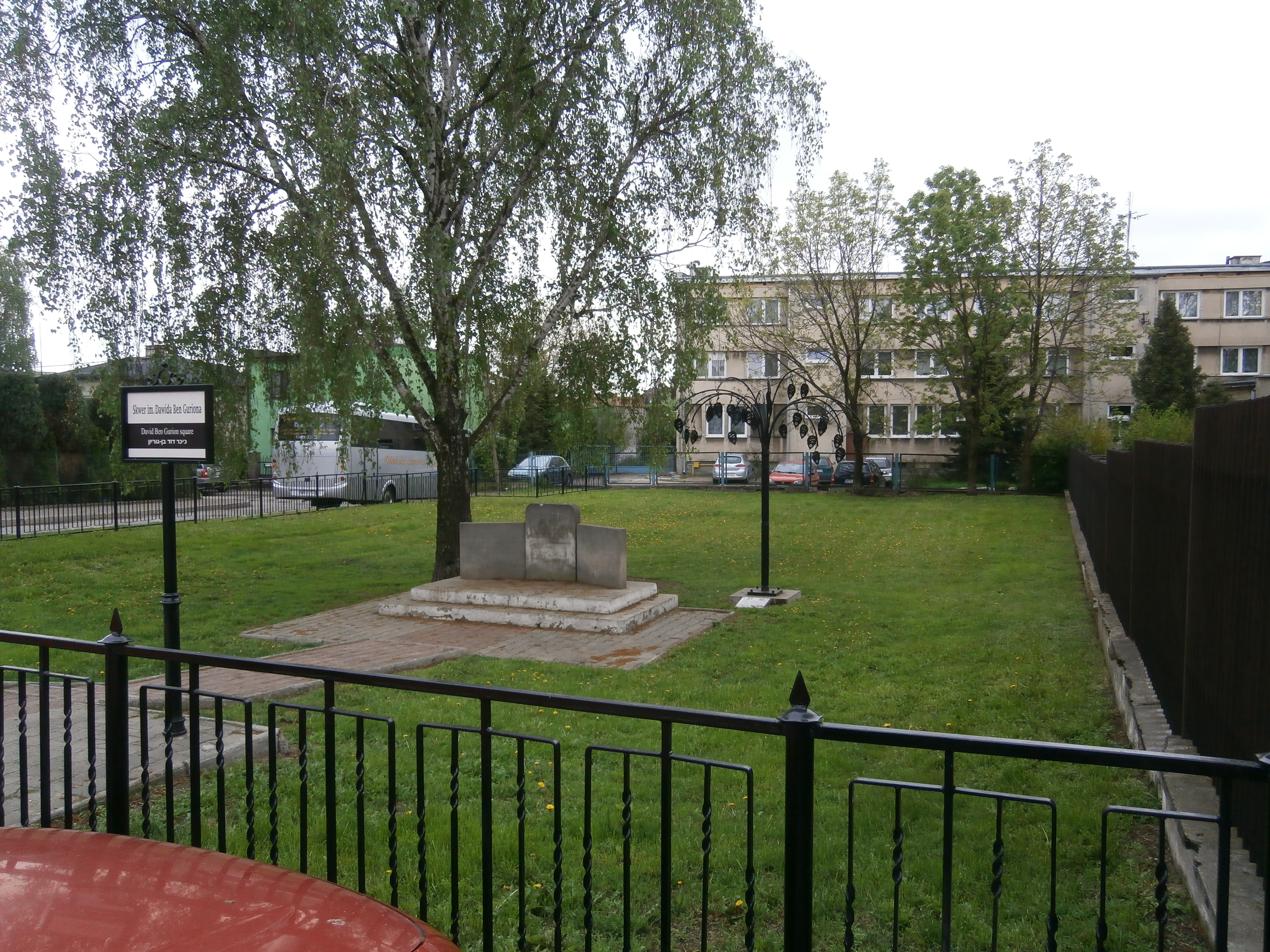
Skwer Dawida Ben Guriona, w Płońsku przy ul. Wspólnej, miejsce po domu, gdzie się urodził

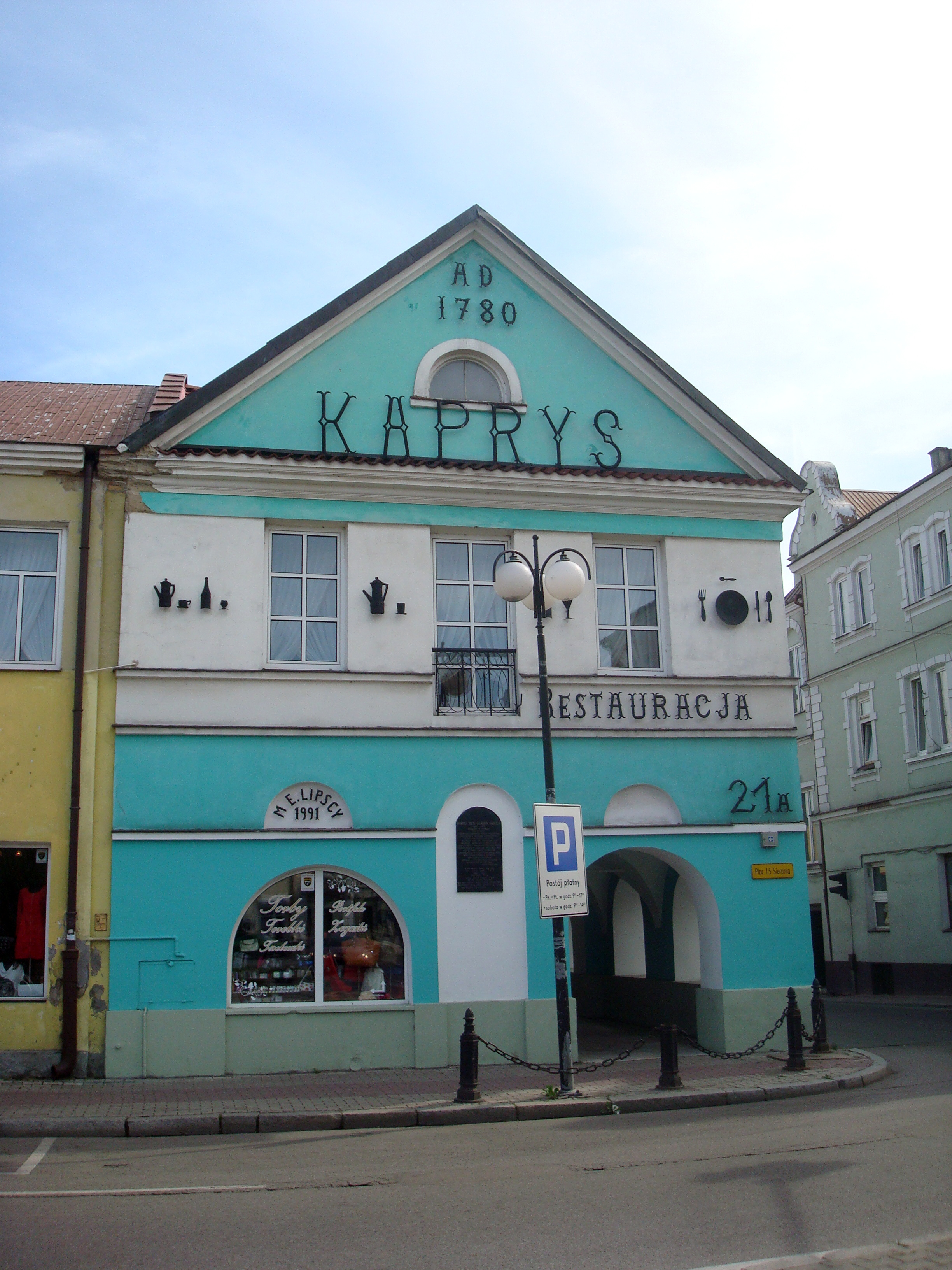
Dom przy rynku w Płońsku, ul. 15 Sierpnia 21, 21A, w którym w młodości mieszkał Dawid Ben Gurion

Ben Gurion urodził się w 1886 roku w miejscowości Płońsk w Królestwie Polskim, będącym wówczas częścią Imperium Rosyjskiego (obecnie terytorium Polski). Pochodził z tradycyjnej rodziny żydowskiej, zamieszkałej w nieistniejącym dziś domu przy ul. Wspólnej, róg Warszawskiej – miejscu oznaczonym drzewem pamięci (z tyłu siedziby ZUS). Przy urodzeniu nazywał się Dawid Grün. Jego ojciec, Awigdor Grün, był prawnikiem i liderem organizacji Chowewej Syjon, wspierającej emigrację Żydów do Ziemi Izraela. Jego matka Scheindel zmarła, gdy Dawid miał 11 lat. Młody Dawid wychował się w domu przy rynku – obecny adres pl. 15 Sierpnia 21A (tzw. Bengurionówka) oznaczonym tablicą pamiątkową. Kształcił się w założonej przez ojca szkole żydowskiej. W wieku 14 lat wraz z dwoma przyjaciółmi założył klub młodzieżowy Ezra, który zachęcał do emigracji do Ziemi Izraela i odrodzenia języka hebrajskiego. W swoim pamiętniku tak wspominał swoje rodzinne miasto:
„Dla wielu z nas, antysemickie uczucia miały niewiele wspólnego z naszym oddaniem [dla syjonizmu]. Nigdy osobiście nie cierpiałem od antysemickich prześladowań. Płońsk był wolny od tego (...) Niemniej jednak myślę, że jest to bardzo ważne, to Płońsk w porównaniu z podobnymi wielkością miastami w Polsce, wysłał największą ilość Żydów do Ziemi Izraela. Nie wyemigrowali uciekając z negatywnych przyczyn, ale mając pozytywny cel odbudowy ojczyzny (...) Życie w Płońsku było spokojne. Były trzy główne społeczności: Rosjanie, Żydzi i Polacy (...) Liczba Żydów i Polaków w mieście była mniej więcej równa, po około pięć tysięcy. Jednak Żydzi tworzyli zwartą, scentralizowaną grupę zajmującą niewielki obszar, podczas gdy Polacy byli rozproszeni, żyjąc w odległych okolicach i obszarach wiejskich. W konsekwencji, gdy grupa żydowskich chłopców spotykała polską grupę, nieuchronnie pochodziła ona z przedmieść i tym samym miała słabszy potencjał od Żydów, którzy, nawet jeśli ich liczba była początkowo mniejsza, mogli szybko wezwać posiłki z całego kwartału. Byliśmy dalecy od bania się, raczej to oni bali się nas. Generalnie jednak stosunki były polubowne, chociaż odległe”.
W 1904 roku przeniósł się do Warszawy, gdzie zarabiał na życie jako nauczyciel. Podczas studiów na Cesarskim Uniwersytecie Warszawskim wstąpił w 1905 roku do socjaldemokratycznej syjonistycznej partii Poalej Syjon. Stało się tak po części z powodu zainteresowań jego ojca, jak i szoku wywołanego u Dawida obserwującego antysemickie pogromy i powszechną wówczas w Europie Wschodniej niechęć do Żydów. Podczas rewolucji 1905 roku był dwukrotnie aresztowany.

### Emigracja do Palestyny

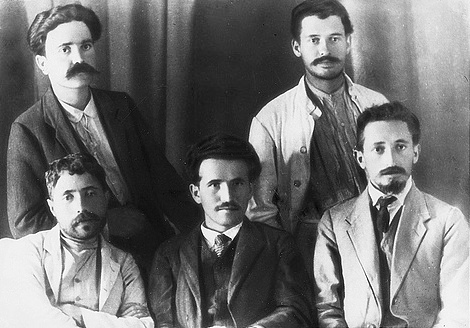
Pracownicy gazety „Jedność” w 1912 roku. Od prawej siedzą: Icchak Ben-Zwi, Dawid Ben Gurion i Josef Chaim Brenner. Stoją: Aaron Re'uveni i Jaakov Zerubavel

W 1906 roku wyemigrował do Palestyny, będącej wówczas częścią Imperium Osmańskiego. W miesiąc po przyjeździe został wybrany do Komitetu Centralnego nowo powstałego oddziału Poalej Syjon w Jafie. Prezentował bardziej nacjonalistyczne poglądy niż pozostali członkowie komitetu, którzy reprezentowali bardziej marksistowski światopogląd polityczno-społeczno-gospodarczy. Rok później Dawid skarżył się na rosyjską dominację w komitecie. W tym czasie w Palestynie było około 55 tys. Żydów, z czego 40 tys. było rosyjskimi imigrantami. W sposób zrozumiały przekładało się to na wpływy polityczne w Poalej Syjon. W 1907 roku Dawid pracował przy zbiorach pomarańczy w kolonii Petach Tikwa. Następnie wycofał się z polityki i przeprowadził do Galilei, gdzie pracował jako robotnik rolny. W 1908 roku przyłączył się do żydowskiej organizacji samoobrony Bar Giora w osadzie Szajara. 12 kwietnia 1909 roku Dawid uczestniczył w akcji zbrojnej po arabskiej próbie kradzieży. W wymianie ognia zginął wówczas jeden z wartowników i rolnik z Szajara. Gdy w 1909 roku grupa Bar Giora przekształciła się w organizację Ha-Szomer, Dawid zgłosił się jako ochotnik do nowo tworzonych żydowskich sił samoobrony. Pomagał w tworzeniu grup wartowników strzegących bezpieczeństwa izolowanych żydowskich społeczności rolniczych Menachemja, Zichron Ja’akow i Kefar Sawa. W 1910 roku został redaktorem gazety partyjnej Poalej Syjon „Jedność”. Po raz pierwszy użył wtedy pseudonimu Ben Gurion do podpisu swojego artykułu. Ważnym momentem w jego życiu były odwiedziny 7 listopada 1911 roku miasta Saloniki. Pojechał tam w celu nauki języka tureckiego. W mieście znajdowała się duża społeczność żydowska, ciesząca się dużymi prawami ze strony władz tureckich. Dawid Grün był pod wielkim wrażeniem tego, co widział, i nazwał je „żydowskim miastem, które nie ma sobie równego na świecie”. Zrozumiał wówczas, że „Żydzi są w stanie wykonywać wszelkie rodzaje prace”, i mogą być bogatymi biznesmenami, kupcami, rzemieślnikami, a także naukowcami i profesorami. W 1912 roku przeniósł się do Stambułu, gdzie razem z Icchakiem Ben-Zwim rozpoczął studia prawnicze na Uniwersytecie Stambulskim. To właśnie wtedy przyjął hebrajskie nazwisko Ben Gurion na cześć średniowiecznego żydowskiego historyka Józefa Ben Goriona. Poza studiami zajmował się także dziennikarstwem. Przyszłość społeczności żydowskiej w Palestynie widział pod rządami Imperium Osmańskiego.

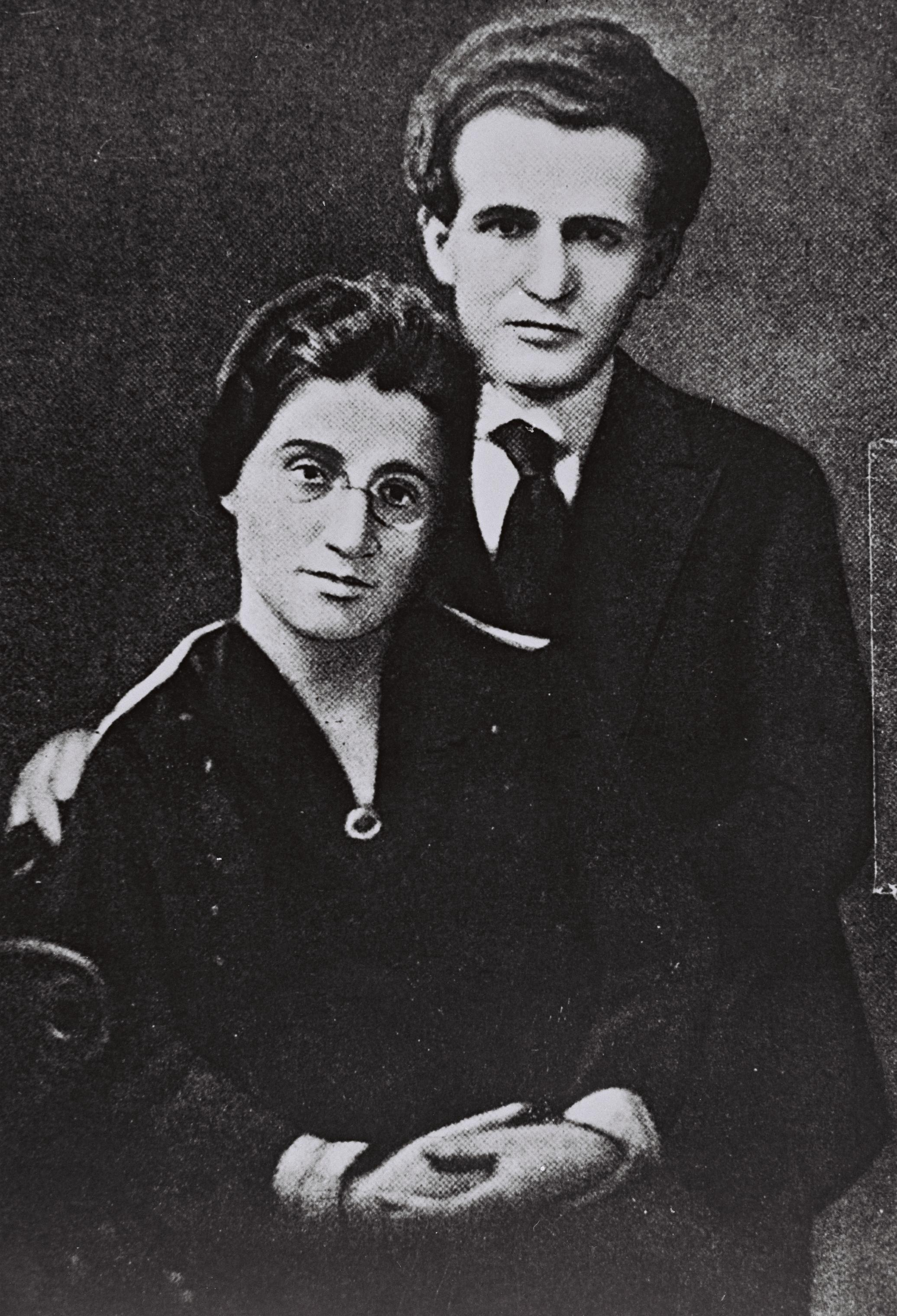
Dawid Ben Gurion z żoną, Paulą Munweis, w Nowym Jorku w 1918 roku

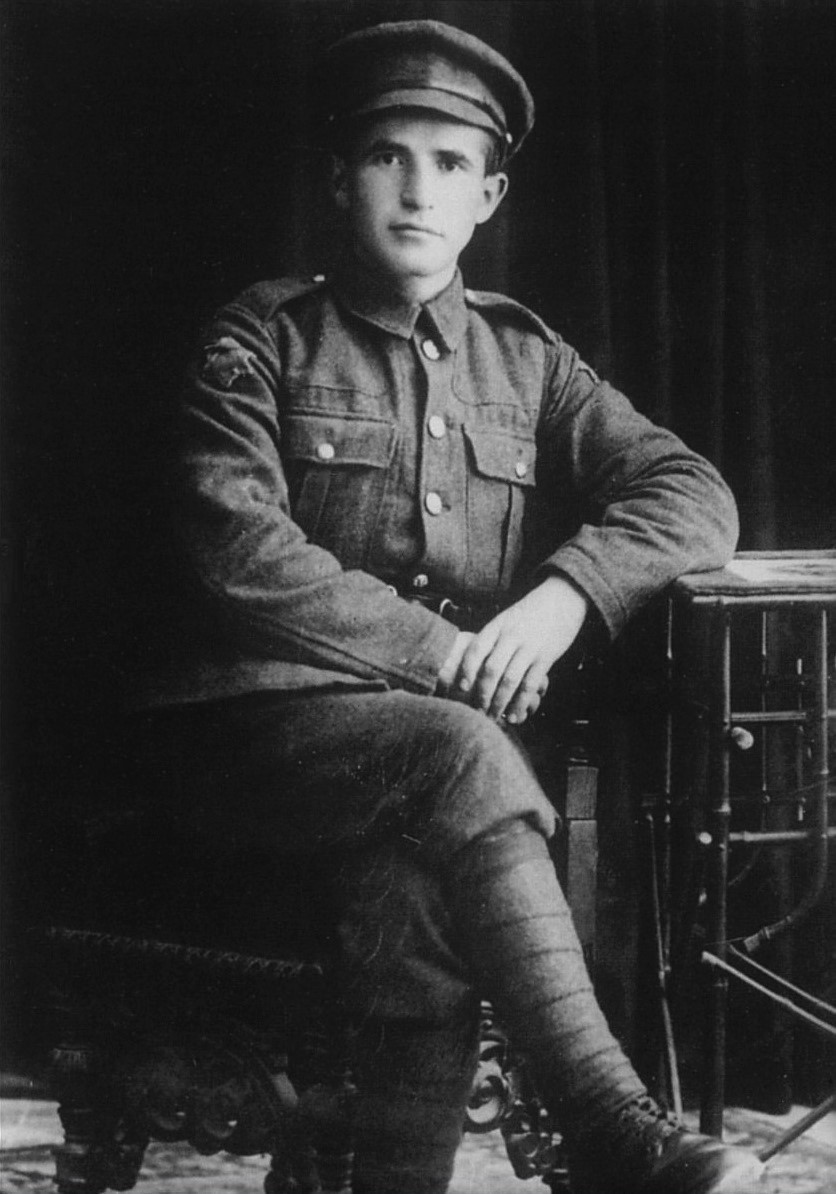
Dawid Ben Gurion w mundurze Legionu Żydowskiego

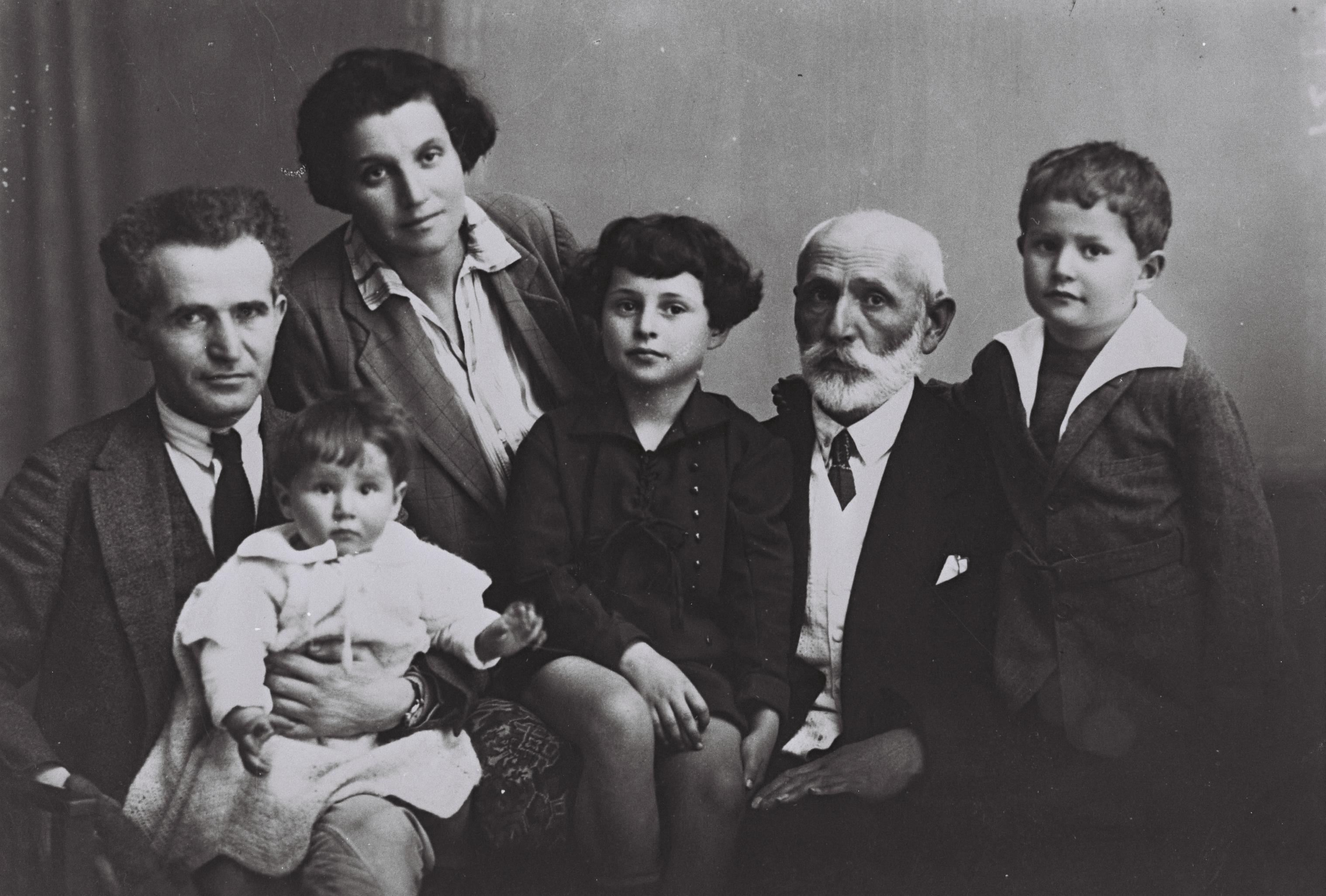
Rodzina Ben Guriona w 1929 roku. Od lewej: Dawid Ben Gurion z najmłodszą córką Renaną na kolanach, żona Paula stoi za nimi, córką Ge’ula siedzi na kolanach dziadka Awigdora Grüna, po prawej stoi syn Amos.

Wybuch I wojny światowej zastał go w Jerozolimie, gdzie razem z Icchakiem Ben-Zwi i czterdziestoma innymi Żydami został zatrudniony w żydowskiej milicji, będącej wsparciem dla armii tureckiej. Mimo to w marcu 1915 roku został zatrzymany za swoją działalność polityczną i deportowany do Sułtanatu Egiptu. Dawid Ben Gurion wyjechał z Egiptu do Stanów Zjednoczonych, gdzie przebywał trzy lata. Razem z Icchakiem Ben-Zwi odbył podróż po 35 amerykańskich miastach, rekrutując żydowskich ochotników do organizacji He-Chaluc. Udało się im w ten sposób pozyskać około 10 tys. ochotników, którzy wyjechali na Bliski Wschód. Podczas tych podróży ze zdumieniem odkryli, że wśród amerykańskich Żydów jest bardzo niewielka świadomość działalności syjonistycznej w Ziemi Izraela. Z tego powodu wydali dwie książki (Jizkor i Eretz Israel), w których opisali dotychczasowe wysiłki syjonistyczne i osiągnięte sukcesy. W 1915 roku Ben Gurion zamieszkał w Nowym Jorku, gdzie poznał swoją przyszłą żonę Paulę Munweis. Dwa lata później pobrali się i mieli troje dzieci.

### Służba wojskowa
Gdy w listopadzie 1917 roku rząd brytyjski opublikował deklarację Balfoura, Dawid Ben Gurion zmienił swoje nastawienie wobec Wielkiej Brytanii. Powiedział wówczas:
„Anglia nie zwróci nam (naszej) ziemi (...) Ziemia nie będzie osiągnięta bez kreatywności i trudów pracy, wysiłku budowania i osadnictwa. Naród żydowski sam musi zmienić to prawo do życia w istniejący fakt”.
W 1918 roku Ben Gurion zaciągnął się jako ochotnik do British Army, stając się żołnierzem 38 Batalionu Fizylierów Królewskich Legionu Żydowskiego. Po przejściu szkolenia w Kanadzie i Anglii został wysłany do Egiptu i wziął udział w walkach o zajęcie Palestyny. Zaraz po zakończeniu wojny Ben Gurion opuścił wojsko i pozostał w Brytyjskim Mandacie Palestyny. Wkrótce potem ściągnął do siebie rodzinę.

### Działalność polityczna i syjonistyczna
W grudniu 1917 roku zmarł wieloletni lider Poalej Syjon, Dow Ber Borochow. Po jego śmierci nastąpił rozłam ruchu syjonizmu socjalistycznego na frakcję bardziej lewicową i bardziej prawicową. W 1919 roku Dawid Ben Gurion i jego przyjaciel Berl Katznelson opowiedzieli się po stronie bardziej prawicowej frakcji Poalej Syjon. W rezultacie powstała partia Achdut ha-Awoda, której liderem od samego początku był Ben Gurion. 19 kwietnia 1920 roku odbyły się powszechne wybory w społeczności żydowskiej mieszkającej w Mandacie Palestyny, w których wybrano członków Zgromadzenia Reprezentantów. Podczas pierwszego posiedzenia utworzono pierwszą Radę Narodową, która była organem wykonawczym Zgromadzenia Reprezentantów. Dawid Ben Gurion wszedł w skład Komitetu Wykonawczego I Rady Narodowej (lata 1920–1925). W grudniu 1920 roku uczestniczył w procesie zjednoczenia różnych żydowskich związków zawodowych w Powszechną Organizację Robotników Żydowskich Ziemi Izraela (Histadrut). W 1921 roku został wybrany sekretarzem generalnym Histadrutu (funkcję tę pełnił do 1935 r.). W 1924 roku podczas 3. Kongresu Achdut ha-Awoda, który odbył się w kibucu En Charod, doszło do sporu Ben Guriona z Szelomo Kaplanskim. Kaplanski zaproponował, aby partia Achdut ha-Awoda poparła plany brytyjskich władz mandatowych utworzenia Rady Legislacyjnej Palestyny. Twierdził on, że taki parlament byłby rozwiązaniem wielu kłopotów występujących na styku społeczności żydowskiej i arabskiej. Ben Gurion sprzeciwił się mu, twierdząc, że w parlamencie dominowałaby arabska większość, ograniczając w ten sposób możliwość dalszej żydowskiej kolonizacji Palestyny. Partia odrzuciła propozycję Kaplanskiego. Ben Gurion uważał, że słabo zaludnione i jałowe tereny pustyni Negew oferują wielką szansę dla Żydów osiedlających się w Palestynie. Istniała tam minimalna społeczność arabska i beduińska, dzięki czemu nowo tworzone żydowskie osady nie napotykały na większy opór i trudności. Ben Gurion uważał, że istnieją możliwości korzystnego rozwoju rolnictwa na terenach pustynnych. W latach 1925–1931 Ben Gurion wszedł w skład II Rady Narodowej. W 1930 roku odegrał kluczową rolę w fuzji dwóch głównych lewicowych partii syjonistycznych Hapoel Ha-Cair i Achdut ha-Awoda, w wyniku czego powstała partia Mapai. Ben Gurion został jej przewodniczącym. W owym czasie syjonizm socjalistyczny stał się dominującym prądem politycznym w Światowej Organizacji Syjonistycznej. W 1931 roku Ben Gurion zamieszkał w Tel Awiwie. Jego dom przekształcono później w muzeum Dom Ben Guriona. W latach 1931–1944 był członkiem III Rady Narodowej. W 1935 roku został wybrany przewodniczącym Komitetu Wykonawczego Agencji Żydowskiej, którą Brytyjczycy traktowali jako oficjalną reprezentację interesów żydowskich w Mandacie Palestyny. Ben Gurion zajmował tę funkcję do 1948 roku.

### Stosunki z Brytyjczykami
Ben Gurion wierzył w możliwość pokojowego współistnienia żydowskiej i arabskiej społeczności w Palestynie. Jednak wybuch i przebieg arabskiego powstania w 1936 roku spowodował zmianę części jego poglądów. Nie zgadzał się jednak na zaangażowanie Hagany w działania innych żydowskich ugrupowań paramilitarnych, które prowadziły akcje odwetowe przeciwko Arabom. Ben Gurion zalecał skoncentrowanie się jedynie na obronie żydowskich osad i jej mieszkańców. W 1937 roku poparł raport końcowy Królewskiej Komisji Palestyny, na czele której stał Lord Peel. Komisja opisała powstanie jako „otwarty bunt palestyńskich Arabów, wspieranych przez przyjaciół Arabów z innych krajów, skierowany przeciwko władzy mandatowej”. Zwróciła przy tym uwagę na dwie niespotykane dotąd cechy tego powstania: (1) poparcie wszystkich arabskich urzędników (w tym wszystkich arabskich sędziów) oraz (2) poparcie sąsiednich narodów arabskich, które doprowadziło do zaangażowania się zagranicznych ochotników. Jako jedyne rozwiązanie konfliktu arabsko-żydowskiego wskazano odseparowanie obu zwaśnionych ze sobą społeczności w dwóch państwach: mniejszym żydowskim i większym arabskim. Małe państwo żydowskie miało opierać się na posiadanych przez Żydów gruntach, do których mieli prawa własności. Państwo to pozostałoby powiązane z władzami mandatowymi. Natomiast duże państwo arabskie zostałoby powiązane z Emiratem Transjordanii. Bardzo kontrowersyjną była propozycja przesiedlenia 225 tys. palestyńskich Arabów z terytorium proponowanego państwa żydowskiego do państwa arabskiego i Emiratu Transjordanii. W sierpniu 1937 roku odbył się Dwudziesty Kongres Syjonistyczny w Zurychu. Sprawa raportu Komisji Peela wywołała liczne kontrowersje wśród delegatów, którzy podzielili się na frakcje: (1) socjaliści z Mapai pod przywództwem Ben Guriona poparli brytyjską propozycję. Jednak część socjalistów pod przywództwem Berla Katznelsona i Jicchaka Tabenkina sprzeciwiła się; (2) rewizjonistyczna opozycja pod przywództwem Menachema Ussiszkina oświadczyła, że proponowana wielkość państwa żydowskiego jest za mała, by przyjąć żydowską imigrację i zapewnić obronę przed arabskim atakiem. Poza tym żydowskie państwo musiało obejmować Jerozolimę; (3) grupa zwolenników Chaima Weizmana twierdziła, że żydowskie państwo może powstać w tych granicach, pod warunkiem zapewnienia pełnej suwerenności i prawa do wolnej imigracji. Otwarty konflikt doprowadził Ben Guriona do podjęcia decyzji o wystąpieniu z organizacji syjonistycznej i utworzenia nowej. Nie doszło jednak do tego, gdyż sytuację załagodziło kierownictwo polityczne partii Mapai, która zajmowała dominującą rolę w ruchu syjonistycznym. Chaim Weizman był wówczas prezydentem Światowej Organizacji Syjonistycznej, a Ben Gurion został jego zastępcą. Dodatkowo Ben Gurion przejął osobiste dowództwo nad organizacją paramilitarną Hagana. Osiągnięte w ten sposób porozumienie zostało wyrażone we wspólnej wypowiedzi Ben Guriona i Chaima Weizmana, którzy powiedzieli, że „choć nie może być mowy (...) o rezygnacji z jakiejkolwiek części Ziemi Izraela, (...) to należy stwierdzić, że najszybszym sposobem osiągnięcia celu będzie zaakceptowanie propozycji Peela”. W ramach protestu, lider syjonizmu rewizjonistycznego Ze’ew Żabotyński zerwał współpracę z Haganą.
Opublikowana w 1939 roku przez Brytyjczyków kolejna biała księga ograniczyła wielkość żydowskiej imigracji napływającej do Palestyny do 15 tys. osób w ciągu pięciu kolejnych lat. Ewentualne zmiany tego limitu w przyszłości zostały przy tym uzależnione od arabskiej zgody. Ograniczenia dotknęły także praw nabywania ziem przez Żydów. Ben Gurion zmienił wówczas swoje podejście do Brytyjczyków, mówiąc, że „pokój w Palestynie nie jest najlepszym rozwiązaniem dla udaremnienia polityki białej księgi”. Doszedł do wniosku, że w obecnej sytuacji nie ma szans na znalezienie pokojowego rozwiązania konfliktu izraelsko-arabskiego i rozpoczął przygotowania społeczności żydowskiej do wojny z Arabami. Działał na rzecz wzmocnienia Hagany, dążąc do lepszego wyszkolenia jej członków i nabycia sprzętu wojskowego. Wybuch II wojny światowej przyjął jako dogodną okazję zbudowania zalążka przyszłej żydowskiej armii. W tym celu zachęcał palestyńskich Żydów do wstępowania do brytyjskiej armii, aby otrzymać w ten sposób szkolenie wojskowe i dostęp do nowoczesnego uzbrojenia. W całym Mandacie Palestyny odbywały się specjalne imprezy rekrutacyjne, na których między innymi odczytywano deklarację Ben Guriona o żydowskim poparciu brytyjskiego wysiłku zbrojnego. Do końca wojny do brytyjskiej armii wstąpiło około 26 tys. palestyńskich Żydów. Pod koniec 1944 roku utworzono dla nich Brygadę Żydowską. Ben Gurion okazywał oficjalne poparcie, ale jednocześnie mówił:
„Będziemy walczyć z Brytyjczykami przeciwko Hitlerowi jakby biała księga nie istniała, i będziemy walczyć z Białą Księgą, jak gdyby nie było wojny”.
W maju 1942 roku w Nowym Jorku odbyła się nadzwyczajna konferencja syjonistyczna, na której Ben Gurion wyraził pogląd, że „Żydzi nie utworzą żydowskiej siedziby narodowej w Palestynie w oparciu o Wielką Brytanię, a żeby osiągnąć ten cel należy umocnić pozycję Agencji Żydowskiej w Brytyjskim Mandacie Palestyny”. Konferencja w Hotelu Biltmore była dużym sukcesem Ben Guriona, ponieważ po raz pierwszy przedstawił on propozycję ustanowienia państwa żydowskiego jako oficjalny cel polityki ruchu syjonistycznego. Przez cały ten czas nie wszyscy Żydzi w Mandacie Palestyny byli lojalni wobec Wielkiej Brytanii. Grupy rewizjonistyczne, takie jak Irgun i Lechi, kontynuowały walkę z Brytyjczykami, dążąc do zniesienia wszelkich ograniczeń żydowskiej imigracji. Równocześnie Ben Gurion potajemnie wspierał Aliję Bet, pomagając tysiącom Żydów uciec z okupowanej przez nazistów Europy i dotrzeć nielegalnie do Palestyny. Doświadczenie Holocaustu całkowicie odmieniło świadomość społeczności żydowskiej żyjącej w Palestynie. Ich przywódcy zrozumieli, że tylko własna siła może uchronić w przyszłości Żydów przed powtórzeniem się podobnej tragedii. Szoa stało się więc punktem zwrotnym, determinującym Żydów do walki o własne bezpieczeństwo, niezależność i niepodległy byt państwowy. Ocalali z Zagłady europejscy Żydzi znajdowali się w specjalnych obozach dla przesiedleńców rozproszonych po całej Europie. Liczbę żydowskich uchodźców ocenia się na około 250 tys. Usiłowali oni różnymi drogami przedostać się do Palestyny, napotykali jednak na poważne utrudnienia ze strony brytyjskich władz mandatowych. 21 października 1945 roku Ben Gurion przemówił do ocalałych Żydów, przebywających w obozie dla uchodźców w Landsberg.:
„Nie martwcie się, jeśli usłyszycie jutro lub pojutrze, że ogłoszono przeciwko wam nowe przepisy. Już jest powołana żydowska władza, która będzie wspólnie z wami walczyć o dumną i niezależną Palestynę. Obiecuję wam, że nie tylko dzieci, ale także my, mający siwe włosy, dożyjemy żydowskiej ojczyzny”.

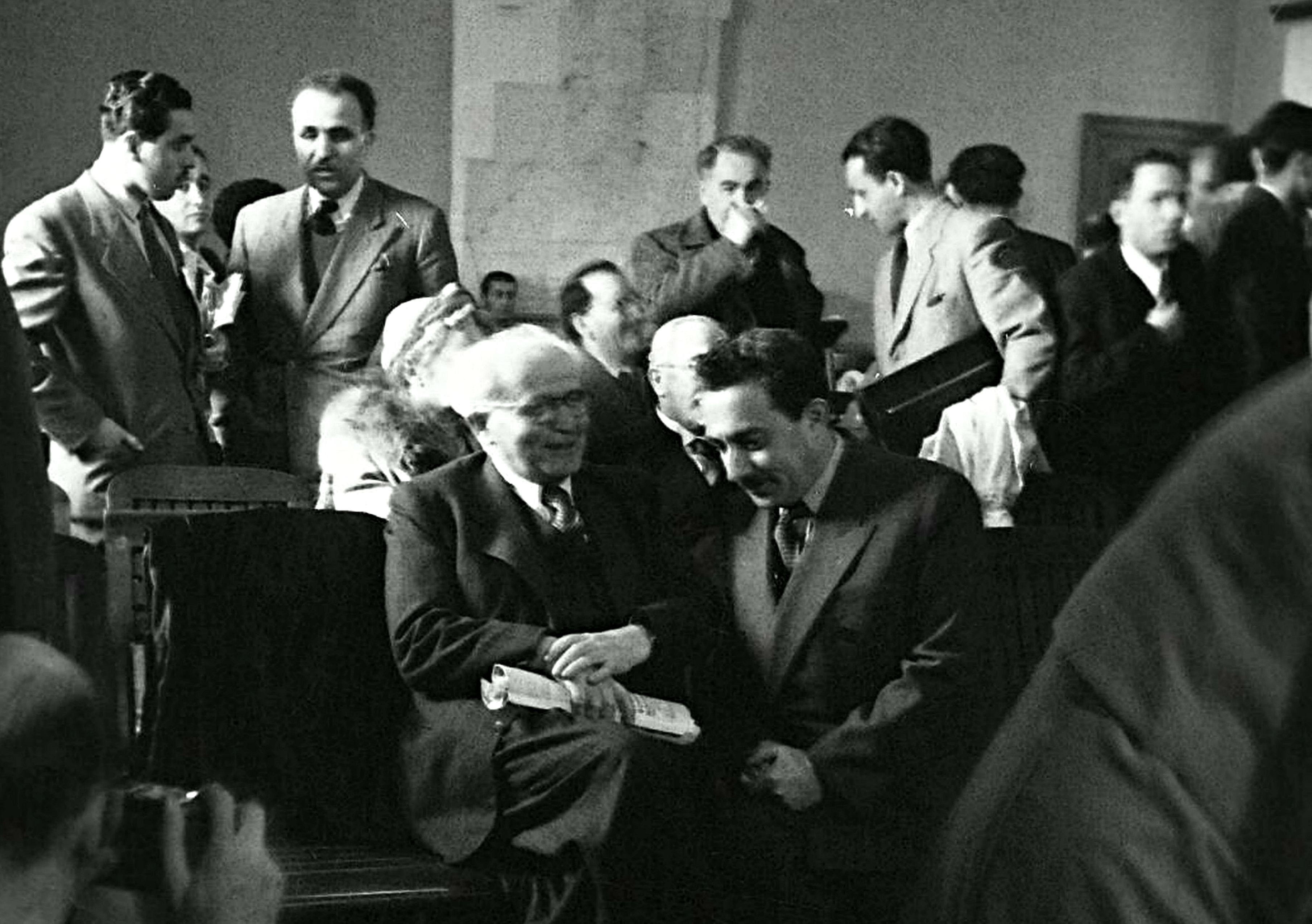
Dawid Ben Gurion i Mosze Szaret przed Anglo-Amerykańską Komisją Śledczą (1946)

Anglo-Amerykańska Komisja Śledcza przedstawiła w 1946 roku raport zalecający natychmiastowe zezwolenie 100 tys. żydowskim uchodźcom na wjazd do Palestyny. Pomimo to Brytyjczycy utrzymali swoje ograniczenia. Gdy w lipcu 1945 roku nowy brytyjski premier Clement Richard Attlee zapowiedział, że rząd Wielkiej Brytanii nie zamierza zmienić swojej polityki wobec żydowskiej imigracji do Palestyny, Ben Gurion zgodził się, aby Hagana rozpoczęła współpracę z Irgunem w walce przeciwko Brytyjczykom. Pomimo faktu, że odżegnywał się od metod terrorystycznych, zgodził się na wysadzenie jerozolimskiego hotelu King David, który był siedzibą brytyjskiego sztabu wojskowego. Kiedy okazało się, iż możliwe są znaczne straty w ludziach, Ben Gurion nakazał Menachimowi Beginowi odwołanie akcji; ten jednak odmówił podporządkowania się. Do zamachu doszło 22 lipca 1946 roku. Zginęło 91 osób, a 45 zostało rannych. Ben Gurion potępił ten zamach i zakazał Haganie współpracy przy organizacji podobnych ataków w przyszłości. Sytuacja bezpieczeństwa wymagała wówczas od Brytyjczyków stałego utrzymywania w Palestynie ponad 100 tys. żołnierzy. 14 lutego 1947 roku Wielka Brytania zrzekła się roli mediatora w narastającym konflikcie żydowsko-arabskim.

### Status quo
W maju 1947 roku Ben Gurionowi udało się osiągnąć porozumienie potwierdzające status quo z ultraortodoksyjną partią Agudat Israel. Umowa gwarantowała przestrzeganie dotychczasowych zasad religijnych judaizmu w przyszłym państwie żydowskim: szabat pozostawał dniem wolnym od pracy, koszerność posiłków miała obowiązywać w publicznych i państwowych instytucjach (urzędy, armia itp.), sądy religijne miały rozpatrywać sprawy rodzinne (małżeństwa, rozwody itp.), a religijne instytucje edukacyjne być finansowane przez państwo. W zamian Agudat Israel zgodziła się, aby przyszłe państwo żydowskie było nieteokratyczne, z zachowaniem wolności religijnej. Kolejną ważną decyzją Ben Guriona było odstąpienie od obowiązku służby wojskowej dla ultraortodoksyjnych Żydów. Ben Gurion przy podejmowaniu tych decyzji kierował się faktem, że społeczność ultraortodoksyjna stanowiła zdecydowaną mniejszość populacji Palestyny (było to wówczas 400 osób). Ponadto wierzono, że „ci ludzie nie będą w jakikolwiek sposób przydatni dla izraelskiej armii, a ich pozostawienie pomoże zachować iskrę żydowskiej tradycji i nauki”.

### Państwo Izrael

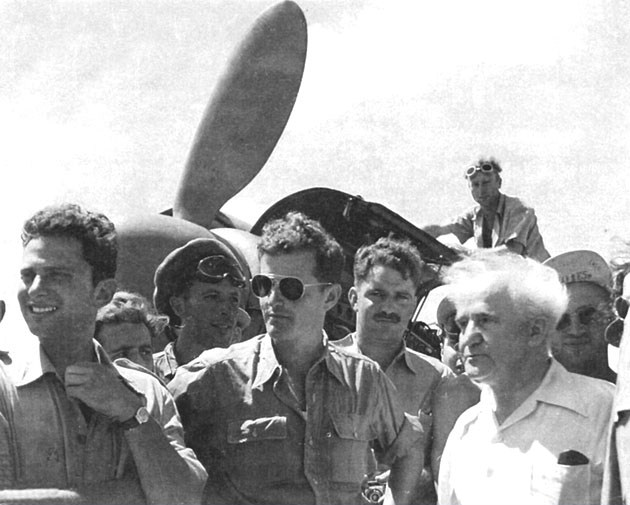
Dawid Ben Gurion podczas odwiedzin w 101 Eskadrze, 17 sierpnia 1948 r.

2 kwietnia 1947 roku sprawa Palestyny została poddana pod obrady Zgromadzenia Ogólnego Organizacji Narodów Zjednoczonych. Ben Gurion powiedział wówczas:
„To jest nasza ojczyzna; to nie jest pasaż ptaków, do którego się wraca. Znajduje się ona na obszarze zajmowanym przez ludność arabską, głównie wyznawców islamu. Teraz, jeśli w ogóle, musimy zrobić więcej niż pogodzić się z nimi; musimy osiągnąć z nimi współpracę i sojusz na równych warunkach. Pamiętam, co arabska delegacja z Palestyny i jej sąsiedzi powiedzieli na Walnym Zgromadzeniu oraz w innych miejscach, mówili fantastyczne słowa o przyjaźni arabsko-żydowskiej, ale Arabowie nie chcieli tego, nie chcieli zasiąść do jednego stołu z nami, oni chcieli traktować nas tak, jak potraktowali Żydów z Bagdadu, Kairu i Damaszku”.
Nachum Goldmann skrytykował go za te słowa, które spostrzegane były jako konfrontacyjne podejście do świata arabskiego. Goldmann napisał, że „Ben Gurion jest człowiekiem ponoszącym główną odpowiedzialność za antyarabską politykę, ponieważ to właśnie on formował sposób myślenia pokolenia Izraelczyków”. Po przyjęciu w listopadzie 1947 roku rezolucji Zgromadzenia Ogólnego ONZ nr 181 w sprawie podziału Palestyny, Goldmann razem z Mosze Szaretem doradził Ben Gurionowi, aby opóźnić proklamację niepodległości Izraela, dając więcej czasu na osiągnięcie przez aliantów porozumienia dyplomatycznego z Arabami. Ben Gurion nie wysłuchał ich rady i 14 maja 1948 roku ogłosił Deklarację Niepodległości Izraela.

### Pierwszy premier Izraela

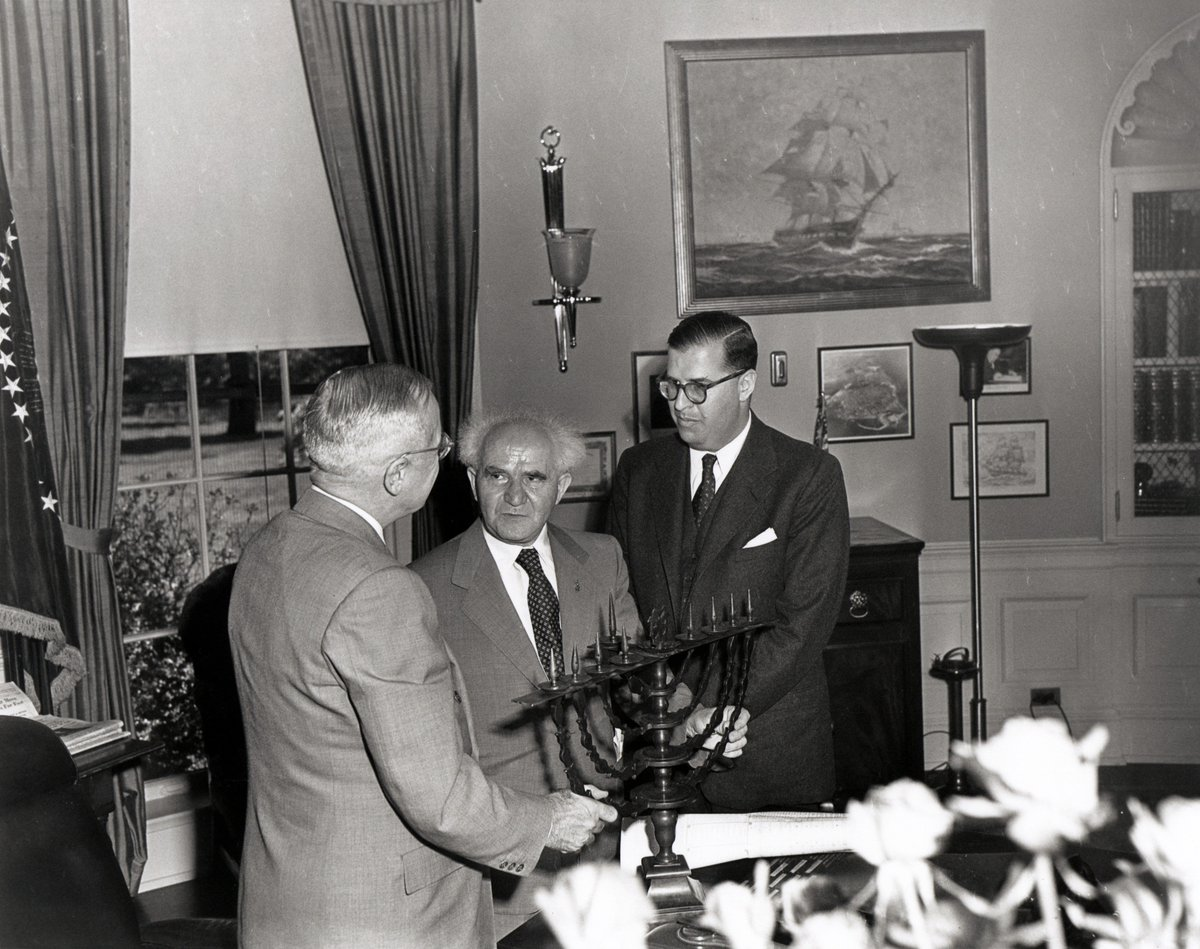
Dawid Ben Gurion podczas wizyty u amerykańskiego prezydenta Harry’ego Trumana. Po prawej stronie izraelski ambasador Abba Eban. 5 sierpnia 1951 r.

Natychmiast po zakończeniu uroczystości proklamacji niepodległości Izraela powołano Tymczasową Radę Państwa, a organ wykonawczy nazwano Rządem Tymczasowym. Przewodniczącym Tymczasowej Rady Państwa został Chaim Weizman, a tymczasowym premierem rządu został Dawid Ben Gurion. Następnego dnia rozpoczęła się I wojna izraelsko-arabska. Ben Gurion odegrał kluczową rolę w planowaniu i nadzorowaniu operacji wojskowych. W pierwszych tygodniach wojny rozkazał wszystkim żydowskim formacjom paramilitarnym rozwiązanie się i dołączenie do powołanych 28 maja 1948 roku do życia Sił Obronnych Izraela. Proces ten nie przebiegał w sposób bezkonfliktowy. Nowy rząd spierał się co do kształtu nowego państwa, a siły zbrojne stanowiły ważny argument. Dlatego Ben Gurion zdecydował o usunięciu z szeregów dowództwa oficerów o poglądach za bardzo lewicowych, bądź prawicowych. Usuwanie członków Mapam z wysokiego dowództwa doprowadziło w czerwcu do „buntu generałów”. W okresie tym doszło także do bardzo złożonej sprawy Altaleny, kiedy to Ben Gurion rozkazał otworzyć ogień do żołnierzy Irgunu. Sprawa ta ukazała głębokie podziały między głównymi frakcjami politycznymi w Izraelu i na wiele lat stała się tematem zażartych dyskusji. Po zjednoczeniu sił zbrojnych z powodzeniem kontynuowano walki na wszystkich frontach wojny. 2 sierpnia 1948 roku Ben Gurion powiedział, że izraelska siła militarna jest większa od możliwości prowadzenia skutecznych działań politycznych:
„Obecnie nasze wojsko jest silniejsze niż nasza polityka, ponieważ nie wszystkie duże kraje uznają nas. Wobec tego wydaje mi się, że nie możemy polegać jedynie na walce politycznej i musimy podjąć decydującą walkę zbrojną, wprowadzając zmiany na naszą korzyść (...) Jest mało prawdopodobne, że ONZ podejmie decyzje zgodne z naszymi oczekiwaniami w odniesieniu do Galilei, drogi do Jerozolimy i Negewu (...) jeśli nie podejmiemy działań w celu dokonania niezbędnych korekt terytorialnych, nigdy nie będziemy mieli tego, co chcemy osiągnąć na Negewie, na drodze do Jerozolimy i w Galilei”.

Ostatecznie wojna zakończyła się izraelskim zwycięstwem, a zawarte porozumienia z Rodos o zawieszeniu broni pomiędzy Izraelem a Libanem, Syrią, Jordanią i Egiptem, wyznaczyły przebieg nowych granic. 25 stycznia 1949 roku odbyły się pierwsze wybory parlamentarne, zdecydowanie wygrane przez partię Mapai. 17 maja 1949 roku Ben Gurion został zatwierdzony jako 1. premier Izraela. Równocześnie pełnił obowiązki ministra obrony (1948–1954). 

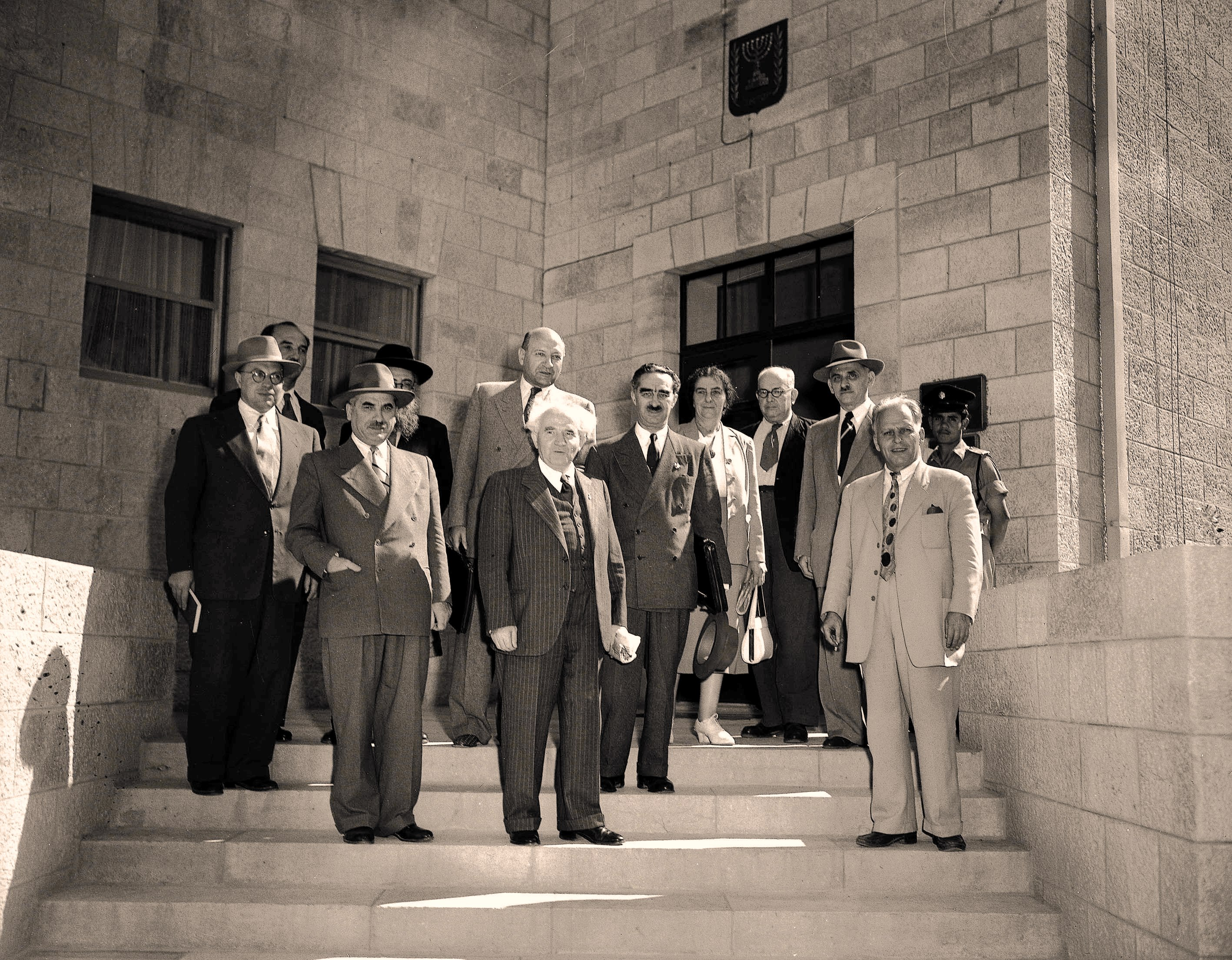
Dawid Ben Gurion z członkami swojego trzeciego rządu, 11 października 1951 r.

Był charyzmatycznym przywódcą narodu, potrafił pociągnąć za sobą masy. Zmobilizował Żydów z całego świata do finansowego poparcia Izraela. Wspierał napływ i absorpcję tysięcy nowych żydowskich imigrantów. Pomagał w ich edukacji i organizacji miejsc pracy. Wdrożył rewolucyjny projekt narodowego systemu zaopatrzenia w wodę, opracował plan zasiedlenia pustyni Negew. 5 grudnia 1949 roku w reakcji na propozycję ONZ, by Jerozolima stała się miastem międzynarodowym, wydał oświadczenie w Knesecie, że „żydowska Jerozolima jest integralną i nierozłączną częścią państwa Izraela, gdyż jest nieodłączną częścią historii Izraela, wiary Izraela i ducha naszego narodu”. Wraz z napływem nowych imigrantów zaczęły się pojawiać liczne problemy ideologiczne dotyczące oświaty. Drugą kwestią sporów był niski poziom zapasów w państwie i potrzeba racjonowania towarów pierwszej potrzeby. Na tle tych sporów Ben Gurion ustąpił 15 października 1950 roku z urzędu. Otrzymał jednak ponownie misję sformowania rządu i 1 listopada 1950 roku został zatwierdzony. W sprawach zagranicznych zajmował się amerykańską pożyczką, brakiem walut i racjonowaniem towarów. W sprawach wewnętrznych głównym problemem była propozycja wprowadzenia obowiązku edukacji dzieci. W listopadzie 1950 roku sprzeciwiające się temu religijne partie ortodoksyjne wycofały się z koalicji rządowej, doprowadzając do upadku rządu. W międzyczasie Ben Gurion pełnił przejściowo obowiązki ministra edukacji. 14 lutego 1951 roku ustąpił z urzędu premiera.
30 lipca 1951 roku odbyły się drugie wybory parlamentarne, wygrane zdecydowanie przez Mapai. 8 października 1951 roku Ben Gurion po raz kolejny został premierem. W okresie tym podjął próbę rozwiązania problemu trudnych warunków bytowych panujących w obozach imigrantów, rozpoczynając duże państwowe projekty budownictwa mieszkaniowego. Na arenie międzynarodowej we wrześniu 1952 roku zawarł kontrowersyjne porozumienie o odszkodowaniach z Niemcami. Zawarte porozumienie umożliwiło sfinansowanie licznych projektów, jednak pogłębiło wewnętrzne spory w kraju. Pomimo tego zdołano przeforsować zgodę na uruchomienie państwowego systemu szkolnego, wokół którego toczyły się poważne spory ideologiczne. Wynikały one ze specyfiki izraelskiej demokracji, w której istnieje nierozerwalny związek między państwem a religią. Gdy nieugięte partie religijne postawiły żądania zwiększenia wydatków na edukację religijną, spór ten ponownie doprowadził do upadku rządu (19 grudnia 1952). W międzyczasie Ben Gurion pełnił przejściowo obowiązki ministra transportu. Ponownie powierzono mu misję sformowania rządu, który został zatwierdzony 24 grudnia 1952 roku. W okresie tym narastającym problemem były ataki palestyńskich fedainów, którzy przenikali przez granice i atakowali cywilne cele w Izraelu. Po kilku nieudanych akcjach odwetowych, Ben Gurion powierzył w 1953 roku Arielowi Szaronowi misję utworzenia nowej jednostki komandosów (Jednostka 101). Podlegała ona bezpośrednio sztabowi generalnemu i prowadziła akcje przeciwko bazom fedainów na terytoriach sąsiednich arabskich państw. Gdy nastąpiła poprawa sytuacji gospodarczej kraju, w grudniu 1953 roku Ben Gurion podjął decyzję o wycofaniu się z życia politycznego, i 26 stycznia 1954 roku ustąpił z urzędu. Zastąpił go Mosze Szaret, który równocześnie objął przywództwo nad partią Mapai. Ben Gurion zamieszkał w kibucu Sede Boker na pustyni Negew.

### Trzeci premier Izraela

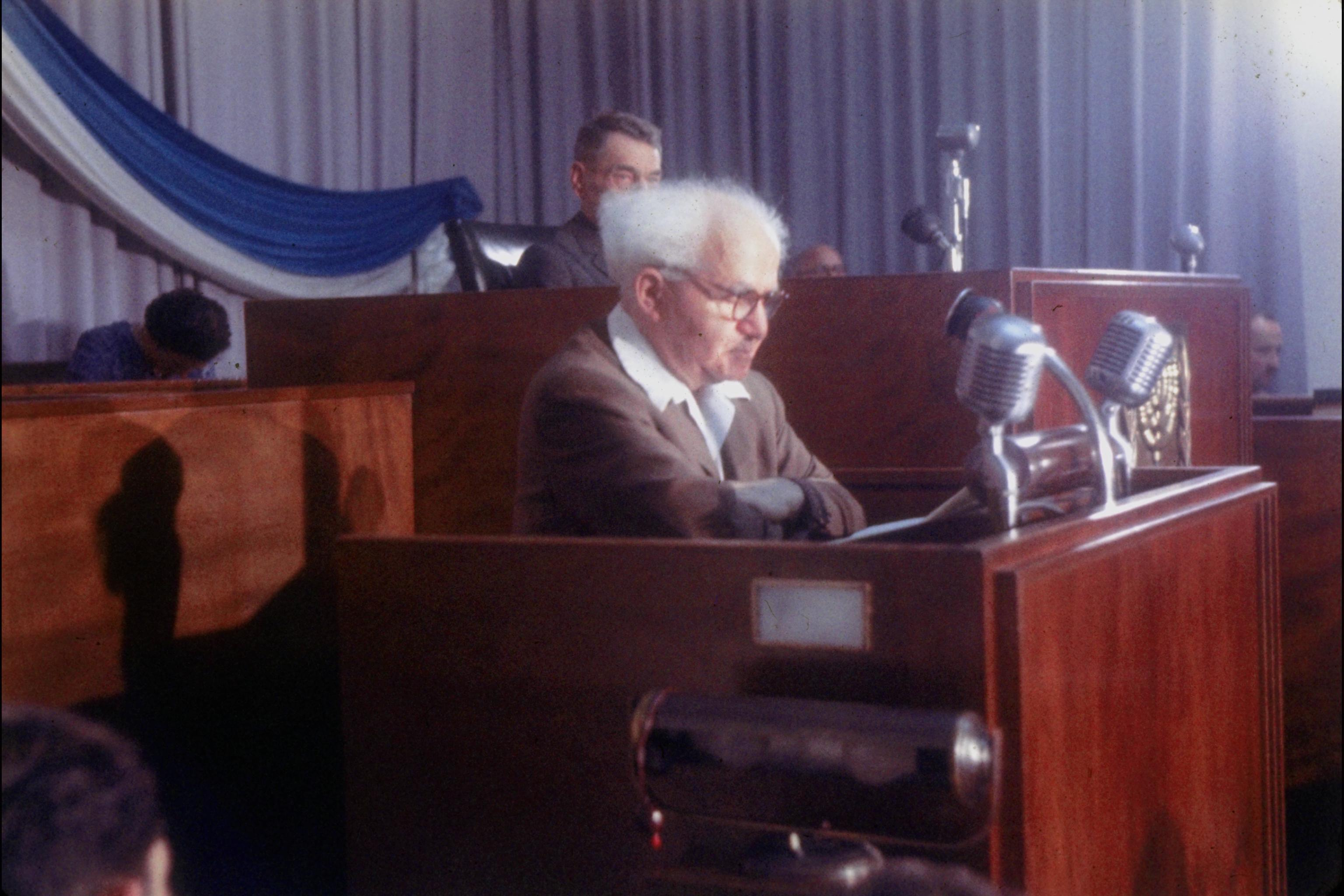
Dawid Ben Gurion przemawia w Knesecie, 1 stycznia 1957 r.

W 1955 roku Ben Gurion powrócił do życia publicznego i objął przywództwo nad partią Mapai. W wyniku wyborów parlamentarnych z 1955 roku wszedł do Trzeciego Knesetu. Początkowo pełnił obowiązki ministra obrony (1955-1963), a 3 listopada 1955 roku został 3. premierem Izraela. Niemal natychmiast po objęciu przez niego rządów, izraelscy komandosi zaczęli bardziej zdecydowanie reagować na ataki arabskich fedainów ze Strefy Gazy, pozostającej pod kontrolą Egiptu. Nakręcająca się spirala przemocy doprowadziła egipskiego prezydenta Gamala Nasera do rozbudowy własnych sił zbrojnych przy pomocy ZSRR. W odpowiedzi Izrael skorzystał z pomocy wojskowej Wielkiej Brytanii i Francji. Gdy następnie Egipcjanie znacjonalizowali i zablokowali dla międzynarodowej żeglugi Kanał Sueski, doszło do kryzysu sueskiego (29 października-6 listopada 1956 r.). Wojska izraelskie błyskawicznym atakiem zajęły Strefę Gazy i półwysep Synaj, dając Brytyjczykom i Francuzom pretekst do zajęcia strefy Kanału Sueskiego. Interwencja ONZ i Stanów Zjednoczonych zmusiła aliantów zachodnich do wycofania się. Izraelczycy opuścili półwysep Synaj w zamian za obietnicę swobodnej żeglugi przez Morze Czerwone i Kanał Sueski. Międzynarodowe siły pokojowe UNEF wkroczyły następnie na Synaj, nadzorując przestrzeganie zawieszenia broni na granicy izraelsko-egipskiej. 29 października 1957 roku niezrównoważony psychicznie zamachowiec rzucił granat na sali obrad Knesetu, raniąc premiera Ben Guriona oraz kilku ministrów. Mniej więcej w tym samym czasie wybuchła afera z wyciekiem tajnych informacji ze spotkań rządowych. W jej wyniku doszło do upadku rządu (31 grudnia 1957 r.). 7 stycznia 1958 roku Ben Gurion został ponownie zatwierdzony na premiera. W okresie tym udało mu się zrealizować jeden z najważniejszych projektów związanych z bezpieczeństwem państwa. We współpracy z Francją uruchomiono izraelski program nuklearny, którego najważniejszym elementem było Nuklearne Centrum Badawcze Negew utworzone w osadzie Dimona na pustyni Negew. Wybudowano tam izraelski reaktor jądrowy o mocy 26 MW oraz instalację do produkcji plutonu i bomb atomowych. Kompleks jest odizolowany i silnie strzeżony. Ben Gurion uważał, że arsenał nuklearny jest jedynym sposobem, aby przeciwdziałać liczebnej i finansowej przewadze Arabów. Postrzegał broń jądrową jako jedyną pewną gwarancję przetrwania Izraela i zapobieżeniu kolejnemu Holocaustowi. Premier ustąpił z urzędu 5 lipca 1959 roku, w związku z kontrowersjami wokół rządowej decyzji o sprzedaży broni do Niemiec.

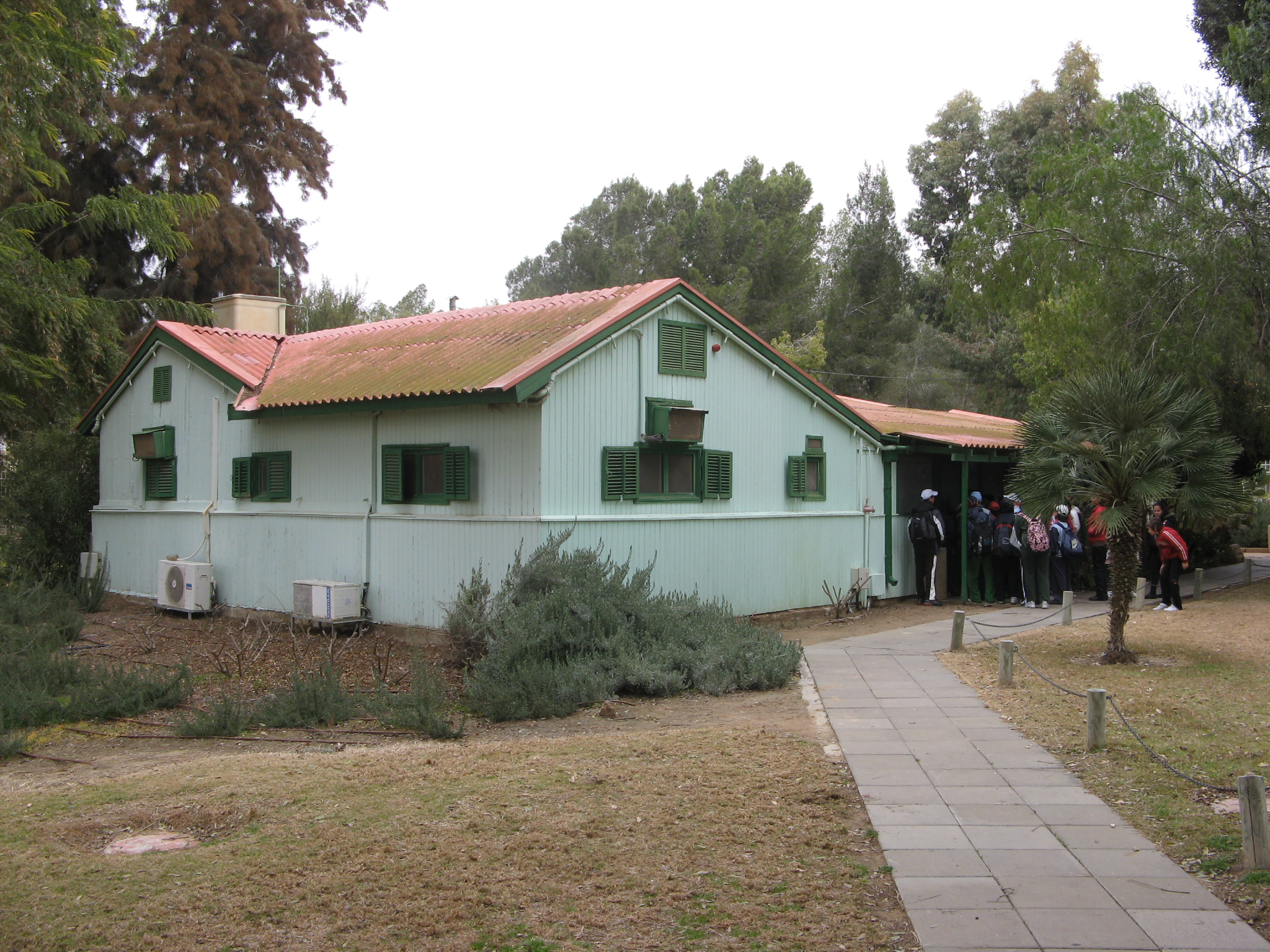
Dom w kibucu Sede Boker, w którym mieszkał Dawid Ben Gurion w latach 1953–1973

Wybory parlamentarne w 1959 roku po raz kolejny wygrała partia Mapai, i Ben Gurion 17 grudnia objął urząd premiera. Najważniejszym wydarzeniem z tego okresu było pojmanie i skazanie na śmierć nazistowskiego zbrodniarza wojennego Adolfa Eichmana. Doszło także do pierwszego spotkania izraelskiego premiera Ben Guriona z niemieckim kanclerzem Konradem Adenauerem. Doprowadziło to do masowego ruchu protestów przeciwko rządowi. Równocześnie wyszła na jaw afera szpiegowska, tzw. Afera Lawona – nieudana akcja izraelskiego wywiadu w Egipcie, za którą nikt z najwyższych władz państwowych nie chciał wziąć odpowiedzialności. Gdy postawiono rządowi ciężkie publiczne zarzuty, Ben Gurion 31 stycznia 1961 roku podał się do dymisji. Wybory parlamentarne w 1961 roku także zakończyły się zdecydowanym zwycięstwem Mapai. 2 listopada 1961 roku Ben Gurion został po raz kolejny premierem. 16 czerwca 1963 roku ustąpił ze względów osobistych. Twierdził, że nie otrzymuje wystarczającego poparcia ze strony kolegów. Jako następcę wskazał Lewiego Eszkola.

### Późniejsza kariera polityczna
Rok po ustąpieniu z urzędu premiera rozpoczął się ciężki spór Ben Guriona z Lewi Eszkolem w sprawie afery Lawona. Ben Gurion nalegał, aby cała sprawa została dokładnie zbadana i wyjaśniona, czemu Eszkol odmówił. Nikt w rządzie nie chciał brać odpowiedzialności za ewentualnie popełnione błędy. W proteście przeciwko takiemu postępowaniu Ben Gurion w czerwcu 1965 roku wystąpił z Mapai i założył własną partię polityczną Rafi. W wyniku wyborów parlamentarnych w 1965 roku Ben Gurion wszedł do Szóstego Knesetu. Dalsze spory z Eszkolem przerwała wojna sześciodniowa, kiedy to wszystkie izraelskie stronnictwa polityczne zjednoczyły się w obliczu zewnętrznego wroga. W wyniku wojny Izrael pozyskał duże zdobycze terytorialne. Ben Gurion opowiedział się za utrzymaniem zjednoczonej Jerozolimy w zamian za oddanie innych zdobytych terytoriów. Przeszedł stopniową ewolucję swoich poglądów dotyczących społeczności arabskiej w Palestynie. Wierzył, że Arabowie pozostaną w państwie żydowskim i będą korzystać z jego wszystkich praw jako pełnoprawni obywatele. Mówił: 

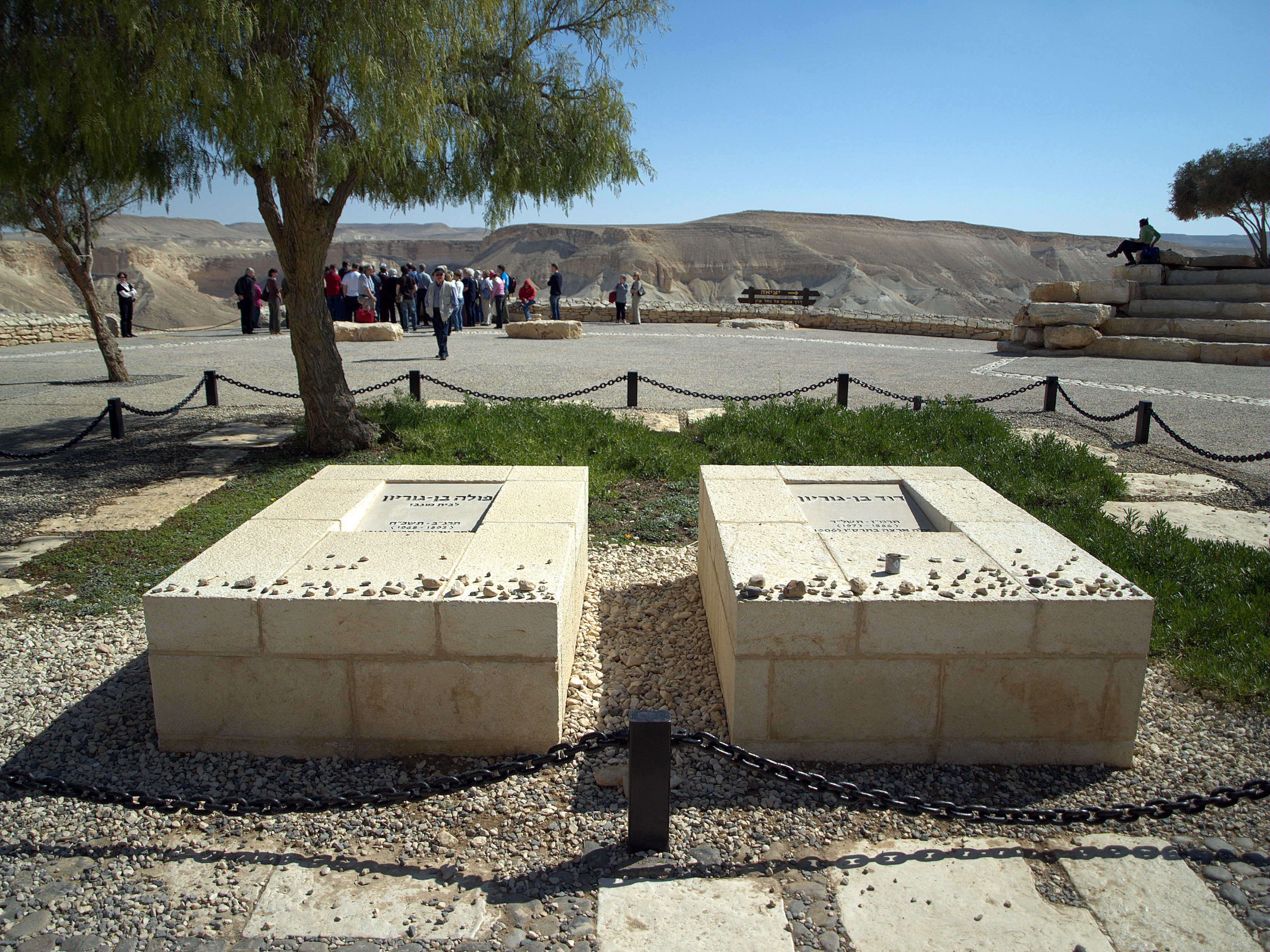
Groby Pauli i Dawida Ben Gurionów w Midreszet Ben Gurion

„Musimy zacząć pracować w Jafie. Jafa musi zatrudniać arabskich robotników. I jest pytanie o ich płace. Uważam, że powinni otrzymywać takie samo wynagrodzenie jak żydowscy robotnicy. Arab ma także prawo być wybranym na prezydenta państwa, na drodze powszechnych wyborów”.
Po wejściu partii Rafi do rządu jedności narodowej, jej związki z Koalicją Pracy Eszkola zaczęły się stopniowo zacieśniać. W 1968 roku doszło do utworzenia formalnej koalicji Rafi, Mapai, Mapam i Achdut ha-Awoda w blok wyborczy pod nazwą Blok Pracy (Ma’arach). Ben Gurion patrzył niechętnie na ten sojusz partyjny i odmówił ponownego wstępowania do swego dawnego ugrupowania politycznego. Założył więc nową Listę Państwową, dzięki której zdobył cztery mandaty w wyborach parlamentarnych w 1969 roku. W 1970 roku wycofał się jednak z życia politycznego i ostatnie lata życia spędził w kibucu Sede Boker na pustyni Negew. W dniu 18 listopada 1973 roku doznał udaru mózgu. Zmarł 1 grudnia 1973 roku. Został pochowany we wsi Midreszet Ben Gurion na pustyni Negew.

## Znaczenie
Dawid Ben Gurion był jedną z największych postaci w historii Izraela. Odegrał niezwykle ważną rolę w procesie powstawania państwa żydowskiego. Był postrzegany jako ascetyczny idealista, poświęcony sprawie utworzenia państwa Izraela. Na jego cześć nazwano wiele miejsc. Jednym z nich jest Port lotniczy Ben Guriona, drugim Uniwersytet Ben Guriona i wiele innych.

## Publikacje
- Us and Our Neighbors. 1931. Brak numerów stron w książce
- From Class to Nation. 1933. Brak numerów stron w książce
- Ben-Gurion Selections. 1948. Brak numerów stron w książce
- Rebirth and Destiny of Israel. 1952. Brak numerów stron w książce
- Letters to Paula and the Children. 1958. Brak numerów stron w książce
- Israel: Years of Challenge. 1963. Brak numerów stron w książce
- The Jews in Their Land. 1966. Brak numerów stron w książce
- Israel: A Personal History. 1971. Brak numerów stron w książce
- Ben-Gurion Looks at the Bible. 1973. Brak numerów stron w książce